# 아와지섬 지진
2013년 아와지섬 지진(일본어: 淡路島地震 아와지시마지신[*])은 2013년 4월 13일 오전 5시 33분경 일본 효고현 아와지섬 부근에서 일어난 일본 기상청 규모 Mj6.3, 모멘트 규모 Mw5.8의 지진이다. 이 지진으로 아와지시에서 일본 기상청 진도 계급 기준 최대진도 6약을 관측하였다. 아와지시와 스모토시에서 이번 지진으로 주택 2,000동 이상이 피해를 입은 것을 비롯하여 액상화현상으로 인한 시설 피해, 수도관 파손에 따른 단수 피해 등이 일어났다.

## 지진

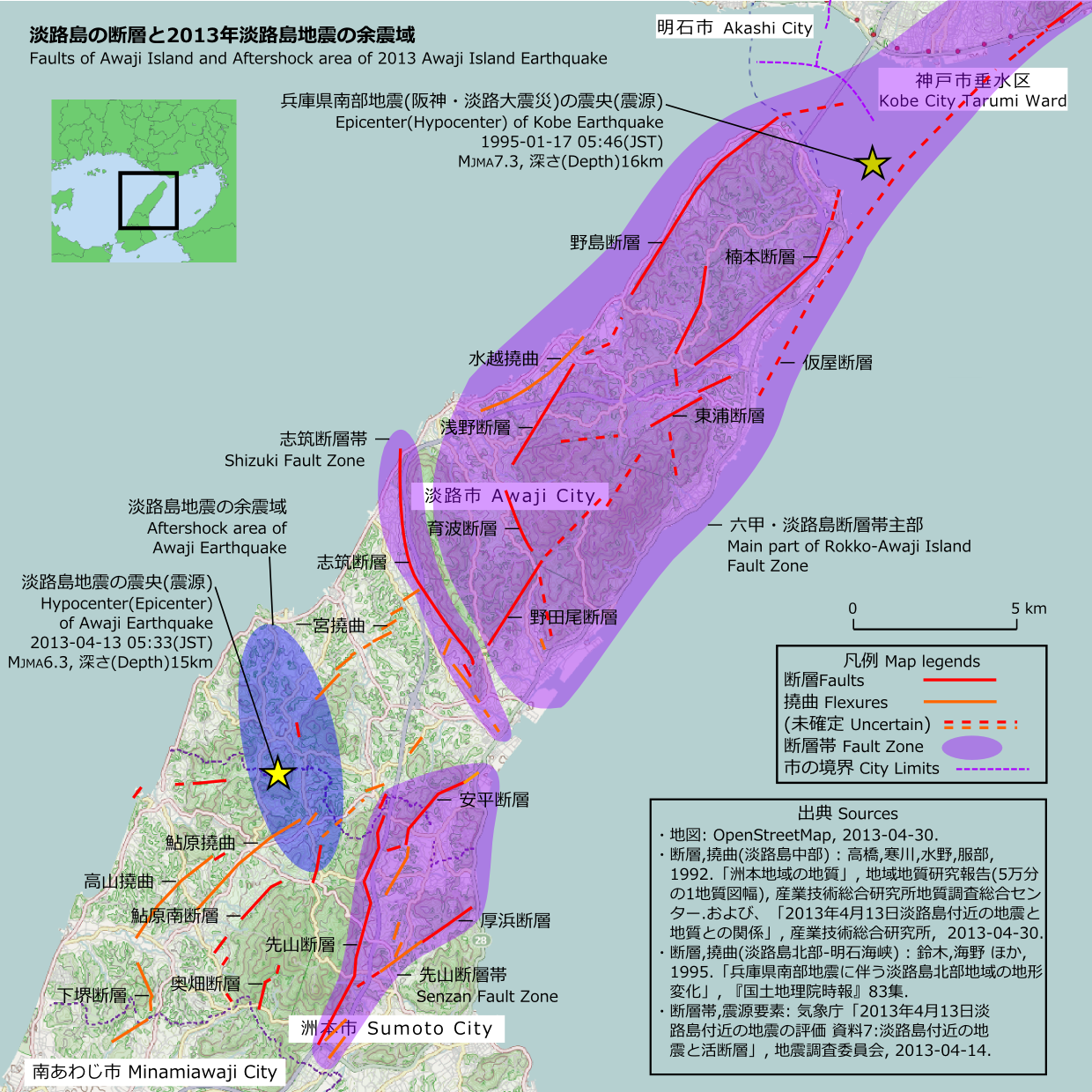
아와지섬 지진의 진앙 및 여진역과 효고현 남부 지진의 진원 및 노지마 단층을 포함한 아와지섬 동북부의 단층 분포 지도.

발생 당일이었던 4월 13일 오전 11시 30분 경 일본 기상청이 발표한 잠정치에서는 아와지섬 지진의 진앙이 북위 34도 25.1분, 동경 134도 49.7분으로 아와지섬 중부의 스모토시 고시키정 아이하라니시(鮎原西) 부근이며 진원의 깊이는 15 km, 규모는 일본 기상청 규모로 Mj6.3이다. 마찬가지로 진원기구 해를 통해 구한 모멘트 규모는 Mw5.8로 기상청 규모인 6.3보다 작았다.

## 진도
진도5약 이상을 관측한 지역은 다음과 같다.
| 진도 | 도도부현   | 시정촌                     |
| ---- | ---------- | -------------------------- |
| 6약  | 효고현     | 아와지시                   |
| 5강  | 효고현     | 미나미아와지시             |
| 5약  | 오사카부   | 미사키정                   |
| 5약  | 효고현     | 스모토시                   |
| 5약  | 도쿠시마현 | 나루토시                   |
| 5약  | 가가와현   | 히가시카가와시, 쇼도시마정 |

## 같이 보기
- 효고현 남부 지진
- 2018년 오사카부 북부 지진

### 주해
1. ↑  일본 기상청은 진원 등의 정보를 3단계로 나눠 발표한다. 진도속보 단계의 '속보치'에서는 진원이 북위 34.4도, 동경 134.8도, 깊이 약 10 km, 규모 M6.0이었다. 지진 발생 수 개월 후에는 "지진, 화산월보 (카탈로그판)"에서 확정치가 발표된다.